# Beste Chance
Beste Chance ist ein deutscher Spielfilm von Marcus H. Rosenmüller aus dem Jahr 2014. Nach Beste Zeit (2007) und Beste Gegend (2008) ist dies der dritte Teil einer Coming-of-Age-Trilogie über das Aufwachsen in der oberbayerischen Provinz. Die Hauptrollen spielen Anna Maria Sturm und Rosalie Thomass. Der vom Bayerischen Rundfunk, der H & V Entertainment GmbH und der Lieblingsfilm GmbH koproduzierte Film kam am 26. Juni 2014 in die deutschen Kinos, nachdem die Rohschnittfassung am 6. Mai 2014 bei den Filmtagen Augsburg aufgeführt worden war. Der Film erreichte im Kino etwa 116.000 Zuschauer.

## Handlung
Die Freundinnen Kati und Jo haben sich seit dem Abitur vor fünf Jahren nicht mehr gesehen. Kati steckt im Prüfungsstress für den Abschluss ihres Architekturstudiums, als sie beunruhigende Mitteilungen von Jo aus Indien auf dem Anrufbeantworter hört. Aber keiner der alten Freunde aus dem bayerischen Heimatdorf Tandern will sie begleiten: Mike arbeitet als Arzt, Rocky hat einen Sohn und heiratet bald, Toni hat ebenfalls eine Freundin und ist sauer, dass sich Jo jahrelang nicht bei ihm gemeldet hat. Deshalb reist Kati Hals über Kopf allein nach Indien. In dem Ashram, das als Jos letzter bekannter Aufenthaltsort gilt, zeigt sie deren Bild herum, doch niemand erkennt das Mädchen. Mit dem Schweizer Ruben kommt sie dabei näher ins Gespräch und beschließt, mit ihm zu einem „Yoga retreat“ weiterzureisen, um Jo zu suchen.
In Tandern hört Katis Mutter im Radio von einem Bombenanschlag in Indien, dem möglicherweise auch europäische Touristen zum Opfer gefallen sind. Besorgt brechen die Väter von Kati und Jo, Hubert und Walter, nun ebenfalls nach Indien auf, um ihre Töchter zu suchen. Im Ashram verpassen sie jedoch knapp Katis Abreise.
Unterwegs kommen sich Kati und Ruben näher, doch auf einem Bahnhof wird Katis Rucksack gestohlen. Als sie den Dieb verfolgt, stürzt dieser und verletzt sich – es ist ein junges Mädchen, das Katis Mitleid erregt. Ruben will den Zug nicht verpassen und fährt los, doch Kati bringt das Mädchen ins Krankenhaus und dann zu ihrer Familie, die in der Gegend wohnt, wo sie sowieso mit Ruben hinwollte.
Unterdessen taucht Jo überraschend daheim in Tandern auf und gesteht ihrer Mutter, dass sie schwanger ist. Mike bemerkt dies, als er sie nach einem Schwächeanfall behandelt, und Rocky erkennt es ebenfalls, doch Toni trennt sich wegen seiner wieder erwachenden Gefühle für Jo von seiner Freundin und ist dann tief verletzt, als er es zufällig erfährt.
Kati bringt das indische Mädchen nach Hause – in einen Slum, wo der Vater wütend und mit Schlägen reagiert, als seine wohl zum Betteln oder Stehlen losgeschickte Tochter mit leeren Händen zurückkehrt. Kati greift ein und wird ebenfalls angegriffen, kann mit dem Mädchen fliehen, aber verliert dabei ihren Rucksack.
Auch Hubert und Walter verlieren ihr Gepäck, als sie während eines Halts auf freier Strecke ihren Zug verlassen und die Weiterfahrt verpassen. Anschließend werden sie auch noch überfallen und ihrer Kleider beraubt. In Unterhosen und Socken irren die beiden Oberbayern durch Indien, bis sie von freundlichen Einheimischen aufgelesen werden.
Kati, noch immer mit dem indischen Mädchen im Schlepptau, trifft am ursprünglichen Zielort in einem Café erneut auf Ruben. Als dieser etwas zu essen holt, klingelt sein Handy. Kati liest erstaunt auf dem Display: „Jo calling“ und nimmt ab. Sie erfährt von Jo, dass diese von Ruben schwanger ist, der also Kati belogen hatte. Sie konfrontiert ihn damit, und während des Streits läuft das indische Mädchen plötzlich mit Rubens Geldbörse davon – Kati feuert sie an und sucht dann mittellos eine Polizeistation auf. Der Zufall will es, dass dort auch Hubert und Walter gestrandet sind. Nach dem freudigen Wiedersehen kehrt das Trio nach Delhi zurück.
In Tandern steht Rockys Hochzeit an. Chaos bricht aus, als seiner Freundin im letzten Moment Zweifel kommen, doch es gelingt ihm, diese auszuräumen. Auch Jo und Toni umarmen sich.
In Indien hat Kati jedoch beschlossen, noch zu bleiben, um zu sich selbst zu finden. Als sie die badenden Gläubigen am Ufer eines heiligen Flusses beobachtet, setzt sich plötzlich jemand neben sie – es ist Mike. Wortlos lächeln sich die beiden an.

## Hintergrund
Der Film wurde vom 24. November 2013 bis zum 27. Januar 2014 zuerst in Indien und dann in Bayern gedreht.

## Kritik
„Was man tut und wie man lebt, das hängt, wenn man Glück hat, mehr mit Freunden zusammen als mit großen Planungen, und die Chance, im Kino daran erinnert zu werden, ist doch das Beste, was ein Film bieten kann.“

Die Deutsche Film- und Medienbewertung FBW in Wiesbaden verlieh dem Film das Prädikat besonders wertvoll.